# سوخوهردلی
سوخوهردلی (به چکی: Suchohrdly) یک منطقهٔ مسکونی در جمهوری چک است که در ناحیه زنویمو واقع شده‌است. سوخوهردلی ۱۳٫۶۷ کیلومتر مربع مساحت و ۱٬۰۹۰ نفر جمعیت دارد و ۲۹۰ متر بالاتر از سطح دریا واقع شده‌است.